# Ignacio Alabart Gonzalez
Pour les articles homonymes, voir González.
Ignacio Alabart Gonzalez est un joueur international de rink hockey né le 9 avril 1996 à La Corogne. Il joue en tant que milieu de terrain du FC Barcelone. Il est le fils de Kiko Alabart.

## Parcours sportif
Il commence à l'âge de 5 ans avec la Compañía de María.
En 2012, il signe pour le Barça B mais il joue les saisons 2015/2017 au CP Voltregà.

### Palmarès
Alabart est également un champion d'Espagne junior avec la Compañía de Maria (2008) et champion d'Europe Jeunesse avec l'équipe nationale (2012). Le Galicien, généralement appelé dans les catégories inférieures de l'équipe nationale, a fait sa première apparition avec l'équipe sénior lors de la Coupe des Nations 2017. Il participe la même année au mondial qu'il remporte, de même que le championnat d'Europe de 2018. 
En club, il remporte tous les compétitions lors de la saison 2017-2018. Il est vainqueur du championnat d'Espagne, de la Coupe d'Espagne, de la super coupe et ainsi que le Ligue Européenne.